# 習志野台団地
習志野台団地（ならしのだいだんち）は、千葉県船橋市習志野台にある1967年（昭和42年）習志野演習場の跡地につくられた大規模な住宅団地。

## 概要
習志野台3丁目・6丁目に跨って存在し、完成当初は分譲・賃貸併せて全戸数約2,800戸が建設された。
近くには北習志野駅の駅前商店街の他、ヨークマートや西友などのスーパーマーケットが多数あり、買い物には便利。
かつては団地の側面の壁にはリスなどの動物の絵が描かれていたが、2012年に行われた壁の塗り替え工事により、それらは全て姿を消している。
2023年現在、独立行政法人都市再生機構（UR）が管理している賃貸住宅は、合計2,043戸。
一方、分譲住宅のうち「習志野台三街区」と呼ばれている区画（地上5階建・12棟318戸）では、2016年5月に建替え推進決議が可決され、当区画の既存の建物が除去された上で、2023年2月建替え工事着手。「リビオシティ船橋北習志野」という名称で2025年2月28日に竣工。同年4月以降新規の一般分譲住戸購入者を含め順次引渡しが行われた。

## 習志野台団地周辺施設
船橋市の東部中心地区なので市の公共施設が揃っている。
- 船橋市立東図書館
- 船橋東郵便局
- 船橋東消防署
- 船橋東警察署
- 船橋市役所習志野台出張所
- 京葉銀行・千葉銀行
- 北習志野花輪病院
- 船橋いづみ幼稚園
- 船橋市立習志野台第一小学校
- 船橋市立習志野台第二小学校
- 船橋市立習志野台中学校
- 北習志野近隣公園

最寄駅は京成松戸線・東葉高速線の北習志野駅で、東京都都心部（日本橋）まで最短32分。距離的には船橋日大前駅が最寄になる地域もあるが、道のりは北習志野駅の方が近く、運賃も京成の方が安い。